# NGC 5178
NGC 5178 est une galaxie lenticulaire située dans la constellation de la Vierge. Sa vitesse par rapport au fond diffus cosmologique est de 6 534 ± 20 km/s, ce qui correspond à une distance de Hubble de 96,4 ± 6,8 Mpc (∼314 millions d'al). NGC 5178 a été découverte par l'astronome allemand Wilhelm Tempel en 1883.
Selon la base de données Simbad, NGC 5178 est une galaxie LINER, c'est-à-dire une galaxie dont le noyau présente un spectre d'émission caractérisé par de larges raies d'atomes faiblement ionisés.